# 台湾铁杉
台湾铁杉（学名：Tsuga chinensis var. formosana）俗名栂木、鐵木沙，为松科铁杉属鐵杉下的一个變种。為台灣特有種植物。其变种加词“formosana”意为“台湾的”。

## 形態特徵
常綠大喬木，小枝有葉枕，樹冠層平展，老樹成傘型外貌，樹皮灰色或鐵色。葉略扭生成二列，線形，先端鈍或微凹，有短柄，長4～12㎜，背面二條白色氣孔帶。毬果橢圓狀卵形，長17～25㎜，果鱗近圓形，於外緣處略增厚，苞鱗寬菱形。種子下部表面具油點，連種翅長約7㎜。5-6月開花，雄花毬與雌花毬生長在枝條腋上或頂端，每一朵雄花的下方都帶有二個花粉囊，有二個泡翅的黃色花粉。每片果鱗中有兩個種子，毬果長約1.5-3公分。

## 生態及分布
本種產全島海拔2,000～3,000m之高山地區，喜生於嶺線或箭竹草生地區，常呈大片純林。

## 用途
本種是臺灣產針葉樹種中材質最為堅硬，故有"鐵杉"之稱。其種子可供食用。